# Vastseliina
Vastseliina är en ort i Estland. Den ligger i Vastseliina kommun och landskapet Võrumaa, i den sydöstra delen av landet, 240 km sydost om huvudstaden Tallinn. Vastseliina ligger 141 meter över havet och antalet invånare är 773.